# Servet Tazegül
Servet Tazegül, född 26 september 1988 i Nürnberg, dåvarande Västtyskland, är en turkisk taekwondoutövare som vann guldmedalj i herrarnas 68 kg-klass i OS 2012 i London. Vid OS 2008 i Peking vann Tazegül bronset i samma klass. Han har också vunnit fem raka guldmedaljer i EM mellan 2008 och 2016, samt tagit två VM-guld, det första 2011 i Gyeongju och det andra 2015 i Tjeljabinsk.